# Élections européennes de 2009 en Bulgarie
Les élections européennes se sont déroulées le dimanche 7 juin 2009 en Bulgarie pour désigner les 17 députés européens au Parlement européen, pour la législature 2009-2014.

## Listes en présence
- Coalition bleue[1]
- GERB / ГЕРБ[2] (Citoyens pour le développement européen de la Bulgarie)
- Coalition pour la Bulgarie[3](Coalition pour la Bulgarie)
- Ordre, loi et justice[4]
- En avant[5]
- Mouvement national pour la stabilité et le progrès / Национално движение стабилност и възход[6]
- Ataka / "Атака"[7]
- Lider / ЛИДЕР[8]
- Mouvement des droits et des libertés / Движение за права и свободи[9]
- BSD / БСД – Евролевица[10]

## Résultats
| Parti                                                  | %     | Sièges | Groupe |
| ------------------------------------------------------ | ----- | ------ | ------ |
| Citoyens pour le développement européen de la Bulgarie | 24,36 | 5      | PPE    |
| Coalition pour la Bulgarie                             | 18,50 | 4      | S&D    |
| Mouvement des droits et des libertés                   | 14,14 | 3      | ADLE   |
| Ataka                                                  | 11,95 | 2      |        |
| Mouvement national pour la stabilité et le progrès     | 7,96  | 2      | ADLE   |
| Coalition bleue (UFD et DBF)                           | 7,95  | 1      | PPE    |
| Lider / ЛИДЕР                                          | 5,70  | 0      |        |
| Autres                                                 | 9,44  |        |        |

Le taux de participation a été de 37,5 %.
Quand le traité de Lisbonne est entré en vigueur, la Coalition bleue a obtenu le 18e député bulgare (en attendant, il y avait un député observateur).